# Río de las Casas Viejas
Río de las Casas Viejas är ett vattendrag i Chile.   Det ligger i regionen Región de Magallanes y de la Antártica Chilena, i den södra delen av landet, 2 000 km söder om huvudstaden Santiago de Chile. Río de las Casas Viejas ligger vid sjön Lago Diana.
Trakten runt Río de las Casas Viejas består i huvudsak av gräsmarker. Trakten runt Río de las Casas Viejas är nära nog obefolkad, med mindre än två invånare per kvadratkilometer.